# Giacomo Antonio Perti

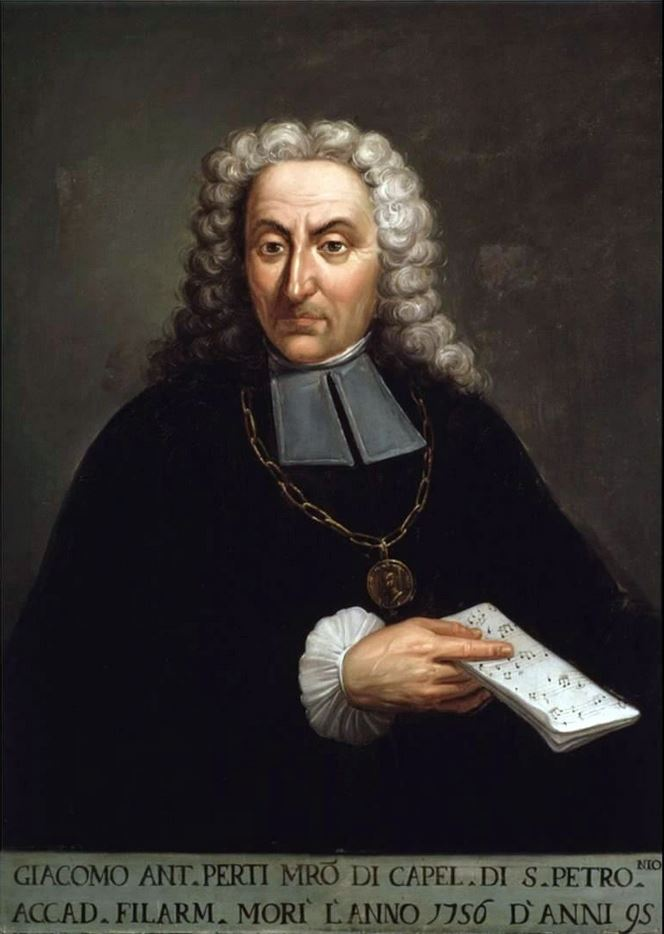
Portret van Giacomo Antonio Perti door een onbekende schilder uit de 18e eeuw. Het bevindt zich in het internationaal muziekmuseum in Bologna

Giacomo Antonio Perti (Bologna, 6 juni 1661 – aldaar, 10 april 1756) was een Italiaans componist van barokmuziek. Hij was vooral actief in Bologna , waar hij zestig jaar kapelmeester was. Hij was de leermeester van Giuseppe Torelli en Giovanni Battista Martini.

## Leven
Perti werd geboren in Bologna. Hij begon al vroeg met zijn muziekstudie. Hij leerde klavecimbel en viool spelen, later studeerde hij contrapunt. Toen hij 17 jaar was, had hij al vele werken geschreven waaronder een motet en een gedeelte van het Magnificat. In 1678 schreef hij zijn eerste opera en oratorium. Tijdens een verblijf in Parma, waar hij studeerde bij Giuseppe Corsi da Celano, vormde zich zijn gewijde muziekstijl. De meeste van zijn psalmen geschreven tussen de jaren 1680 en 1690 tonen de grote invloed van zijn leermeester Corsi da Celano. Later ging hij naar Venetië, waarschijnlijk voor de productie van een van zijn opera's.
In 1690 werd hij benoemd tot kapelmeester aan San Pietro, ter vervanging van zijn oom Lorenzo Perti. In 1696 werd hij kapelmeester van een andere Bolognese kerk, San Petronio. Hij volgde daar Giovanni Paolo Colonna op die een jaar daarvoor was overleden. Hij bleef daar precies zestig jaar werken, tot aan zijn dood op 95-jarige leeftijd.

## Werken
Perti was een vruchtbaar componist van opera's en gewijde muziek, en werd alom erkend als een goede muzikant. De erkenning kwam niet alleen door andere componisten, maar ook van aristocraten en keizers, met inbegrip van Ferdinando de Medici (een van de laatste van de Medici) en de keizers Leopold I en Karel VI.
Perti werd zeer gewaardeerd vanwege zijn gewijde muziek en zijn opera's. Veel van zijn opera's staan onder grote invloed van Francesco Cavalli, Antonio Cesti en Luigi Rossi. Perti heeft deze stijl lange tijd aangehouden. Wel hanteerde hij geleidelijk aan meer zijn eigen stijl. Zijn productie van gewijde muziek was nog opmerkelijker: hij schreef 120 psalmen voor stem, koor, basso continuo en diverse andere instrumenten. Verder schreef hij 54 motetten, 83 versetti en andere liturgische werken.
Hij schreef ook veel wereldlijke muziek, waaronder 142 solocantates (een van de meest voorkomende vocale vormen in de late 17e eeuw in Italië) en een aantal instrumentale muziekstukken, waaronder sonates en symfonieën voor een verscheidenheid aan instrumenten.

### Opera's
- Marzio Coriolano, 1683
- Oreste in Argo, 1685
- L'Incoronazione di Dario, 1686
- La Flavia, 1686
- La Rosaura, 1689
- Dionisio Siracusano, 1689
- Brenno in Efeso, 1690
- L'inganno scoperto per vendetta, 1691[1]
- Il Pompeo, 1691
- Furio Camillo, 1692
- Nerone Fatto Cesare, 1693
- La forza della Virtu, 1694
- Laodicea e Berenice, 1695
- Penelope la Casta, 1696
- Fausta restituita all'impero, 1697
- Apollo geloso, 1698
- Lucio Vero, 1700
- Astianatte, 1701
- Dionisio re di Portogallo, 1707
- Il Venceslao, Ossia Il fraticida Innocente, 1708
- Ginevra Principessa di Scozia, 1708
- Berenice redina d'Egitto, 1709
- Demetrio, 1709
- Rodelinda regina de Longobardi, 1710
- Un Prologo per il Cortegiano, 1739

### Oratoria
- Due gigli porporati nel martirio di santa Serafia e santa Sabina, Bologna, 1679
- Abramo vincitor de' propri affetti, Bologna, 1683
- Il Mosè conduttor del popolo ebreo, Modena, 1685
- Oratorio della Passione, Bologna, 1685
- La beata Imelde Lambertini bolognese, Bologna, 1686
- Oratorio à 6 Voci, con concertino, e concerto grosso, Modena, 1687
- San Galgano Guidotti, Bologna, 1694
- La Passione di Cristo, Bologna, 1694, samengesteld in samenwerking met leerlingen
- Christo al Limbo, Bologna, 1698
- La morte del giusto, overo Il transito di san Giuseppe, Venezia, 1700 (verloren gegaan)
- La Morte delusa, Milan, 1703 (verloren gegaan)
- I trionfi di Giosuè, Florence, 1704 (verloren gegaan)
- La sepoltura di Cristo, Bologna, 1704
- San Petronio, Bologna, 1720
- La Passione del Redentore, Bologna, 1721
- I conforti di Maria Vergine addolorata per la morte del suo divin Figliuolo, Bologna, 1723
- Il figlio prodigo, ongedateerd
- Oratorio della nascita del Signore, ongedateerd
- San Francesco, ongedateerd
- La sepoltura di Cristo, ongedateerd (toegeschreven aan Perti. Valse titel: San Giovanni)

## Geselecteerde opnamen
- Klaagliederen, Capella Musicale di San Petronio di Bologna, dirigent Vartolo, Naxos.
- Musiche sacre, Arìon Choir & Consort, dirigent Giulio Prandi, CD bij Amadeus Magazine mei 2010.

## Noot
1. ↑  Een editie van de ouverture van deze opera, voor de moderne uitvoeringspraktijk bewerkt door Mark Latham, is uitgegeven door Breitkopf & Härtel, Wiesbaden, 1999, ISMN: M-004-48847-8. Zie www.breitkopf.com

- Biblioteca Nacional de España: XX1767745
- Bibliothèque nationale de France: cb14811201f (data)
- Gemeinsame Normdatei: 12390921X
- International Standard Name Identifier: 0000 0000 8362 5567
- Library of Congress Control Number: n79109328
- Nationale Bibliotheek van Letland: 000293845
- MusicBrainz: c2359dc2-800a-44c0-96b4-c4550ef248ee
- Nationale Bibliotheek van Tsjechië: xx0021206
- Nationale Bibliotheek van Israël: 987007339069705171
- Nederlandse Thesaurus van Auteursnamen: 097078735
- LIBRIS: 210455
- SNAC: w6ng5rb1
- Système universitaire de documentation: 131464728
- Virtual International Authority File: 19946155
- WorldCat: E39PBJjdjy4bTHbRKCqBCD6dwC